# Wasted Little DJs
Wasted Little DJs is een nummer van de Britse indierockband The View uit 2006. Het is de eerste single van hun debuutalbum Hats Off to the Buskers.
Volgens frontman Kylie Falconer gaat het nummer "over twee meiden die naar al onze optredens komen en elkaar altijd proberen te overtreffen met schandalig gedrag". De plaat werd een bescheiden hit in het Verenigd Koninkrijk, waar het de 15e positie bereikte. Het nummer kreeg nog meer erkenning toen het muziektijdschrift NME het op de 9e positie plaatste in hun lijst met de 50 beste singles uit 2006. Buiten het Verenigd Koninkrijk bereikte het nummer de hitlijsten niet.

## Tracklijst
- CD

1. "Wasted Little DJ's"
2. "Posh Boys"
3. "Comin' Down" (live)
4. "Wasted Little DJ's" (video)

- 7"

1. "Wasted Little DJ's"
2. "Posh Boys"